# Singles número um na Pop Songs em 2013

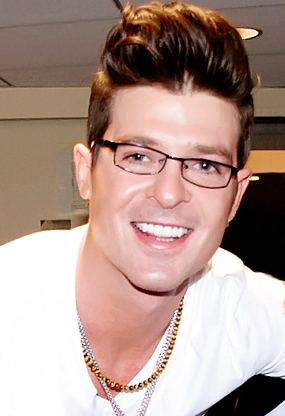
"Blurred Lines", de Robin Thicke, obteve uma permanência de dez semanas no topo da tabela, a maior do ano e a segunda maior para um artista masculino.

Abaixo apresenta-se a lista dos singles que alcançaram a primeira posição na Pop Songs no ano de 2013. A tabela é publicada semanalmente pela revista Billboard, que classifica a popularidade de canções de gêneros pop nas rádios dos Estados Unidos a partir de dados recolhidos pela Nielsen Broadcast Data Systems.
Ao todo, foi dezesseis o número de canções que ocuparam a liderança da parada durante as cinquenta e duas semanas de 2013. O cantor Bruno Mars encetou o decurso do ano com "Locked Out of Heaven", enquanto a parceria do rapper Eminem com a barbadiana Rihanna, "The Monster", deu desfecho ao ciclo. Onze atos garantiram seu primeiro número um na compilação, foram eles: Macklemore & Ryan Lewis, Wanz, Mikky Ekko, Nate Ruess, Ray Dalton, Robin Thicke, Pharrell Williams, Lorde e Imagine Dragons. "Blurred Lines", colaboração de Thicke com T.I. e Williams, conseguiu passar dez edições consecutivas no cume da lista, detendo assim recordes por este feito: o single é o primeiro em oito anos – desde "We Belong Together" de Mariah Carey – a ocupar o topo por uma dezena de semanas, e Thicke apenas o segundo artista masculino a alcançar esta façanha.
Outras faixas que tiveram prolongada estadia no cume da publicação foram: "I Knew You Were Trouble" de Taylor Swift, por sete semanas consecutivas; "Roar" de Katy Perry por cinco semanas consecutivas; "Locked Out of Heaven" de Bruno Mars e "Can't Hold Us" de Macklemore & Ryan Lewis com Ray Dalton, por quatro semanas consecutivas; "When I Was Your Man" de Bruno Mars, "Mirrors" de Justin Timberlake e "Wake Me Up!" de Avicii, por três semanas consecutivas e "Thrift Shop" de Macklemore & Ryan Lewis com Wanz, "Stay" de Rihanna com Mikky Ekko, "Just Give Me a Reason" de Pink com Nate Ruess e "Wrecking Ball" de Miley Cyrus, por duas semanas consecutivas.
Demais recordes incluem Rihanna, que ao emplacar seu décimo primeiro tema "The Monster" – uma participação sua na faixa de Eminem – na liderança do periódico, estabeleceu um novo recorde de artista com mais número um na história da Pop Songs, que até então detinha com Katy Perry. Bruno Mars e Justin Timberlake também tornaram-se os cantores masculinos com a maior quantidade de lideranças no gráfico, ambos com seis. Macklemore & Ryan Lewis é o primeiro duo a ter seus dois primeiros singles no cume da parada, e Maroon 5 a banda com mais (seis) composições alvejando o posto mais alto. Por fim, a canção "Roar", de Katy Perry, conseguiu atingir a primeira colocação do gráfico com apenas seis semanas de desempenho, fazendo de Perry a primeira intérprete a realizar tal proeza duas vezes – "California Gurls" também culminara o periódico com exata precisão. Em sua quarta edição no cume, "Roar" também conseguiu registrar mais de 16 mil execuções semanais nas rádios pop, sendo o primeiro single a atingir esta marca.

## Histórico

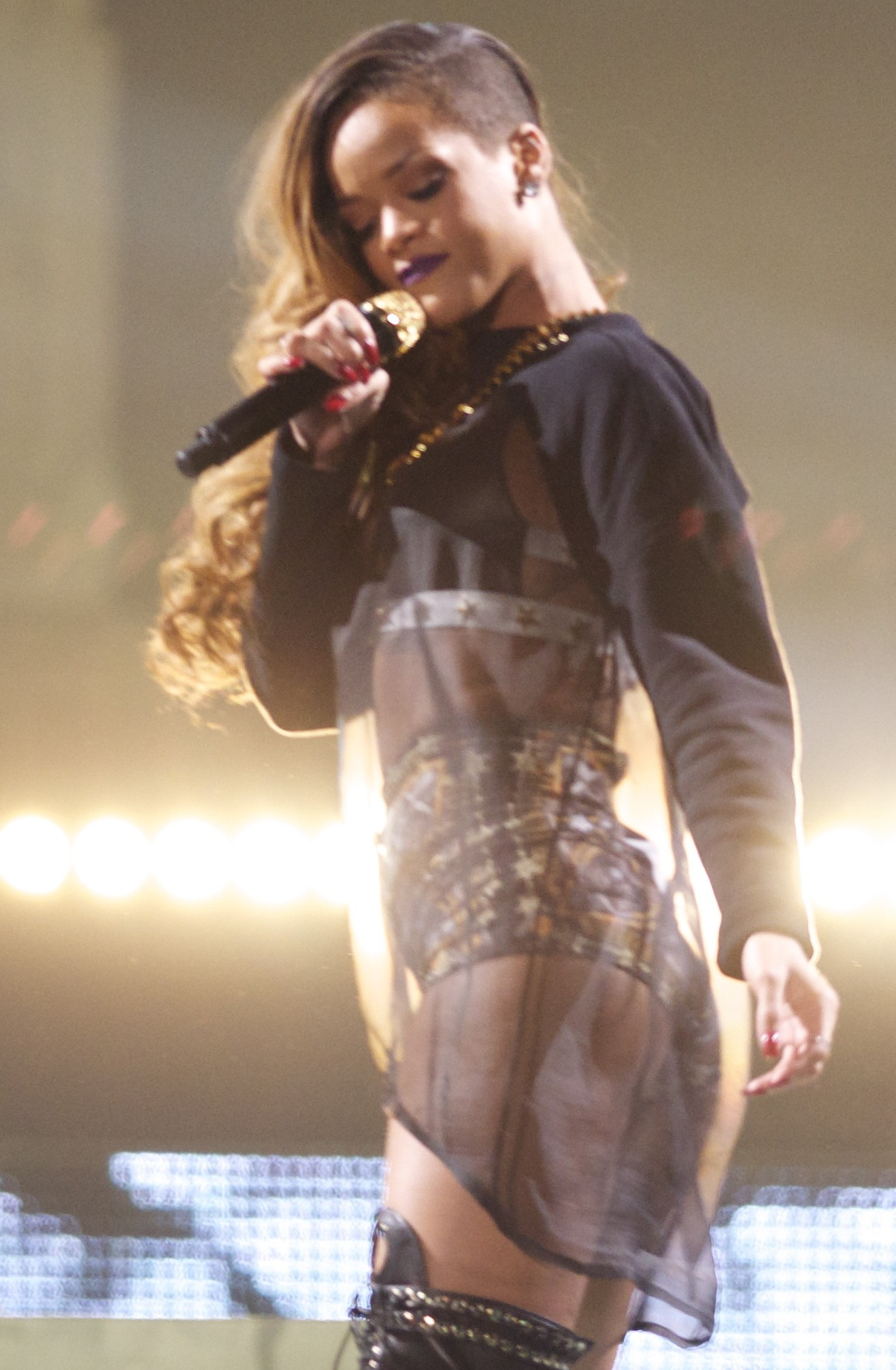
Rihanna consagrou-se como a artista com mais número um nas rádios pop estadunidenses, acumulando onze canções.

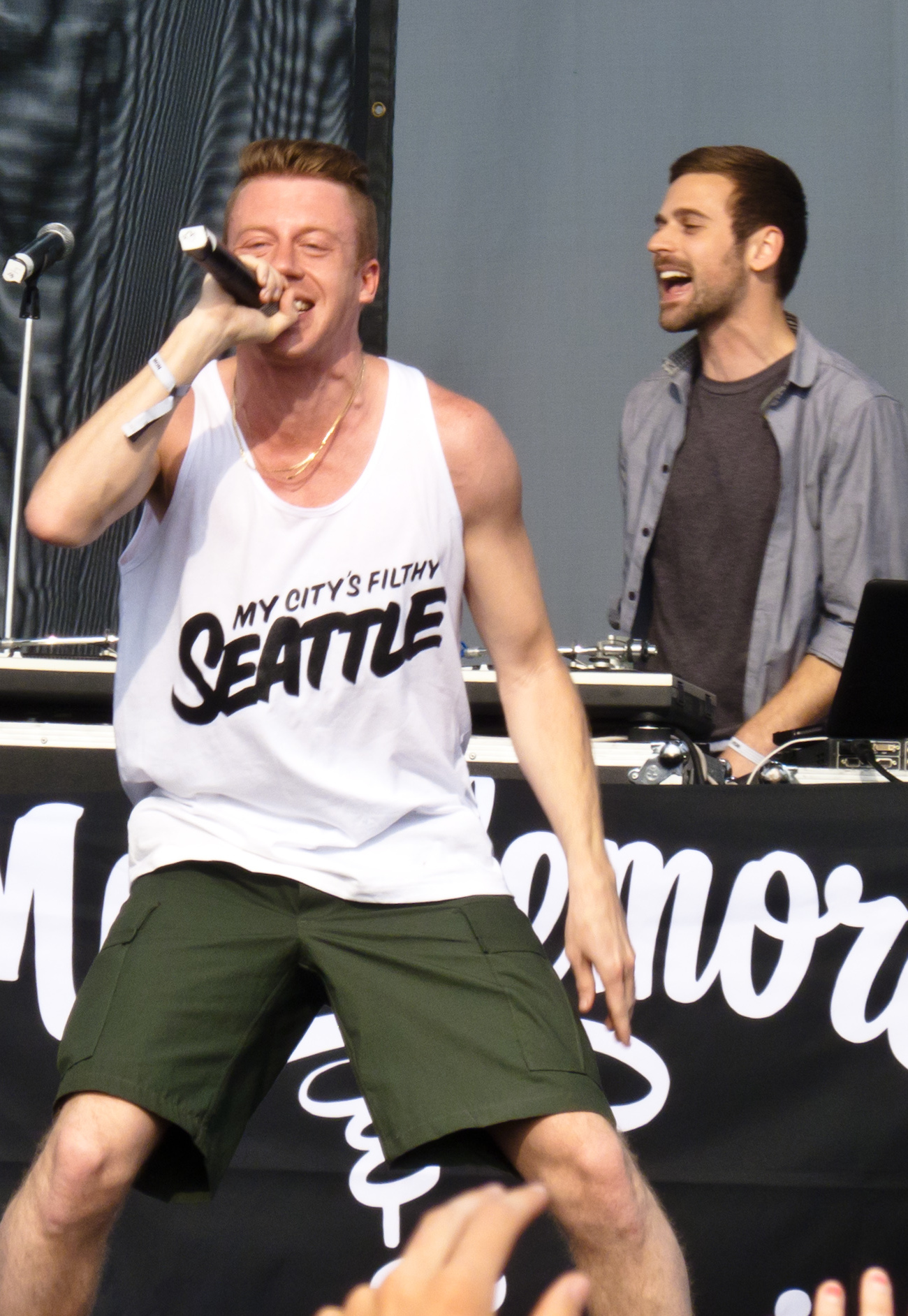
Macklemore & Ryan Lewis tornaram-se a primeira dupla a posicionar seus dois primeiros singles na primeira colocação da tabela.

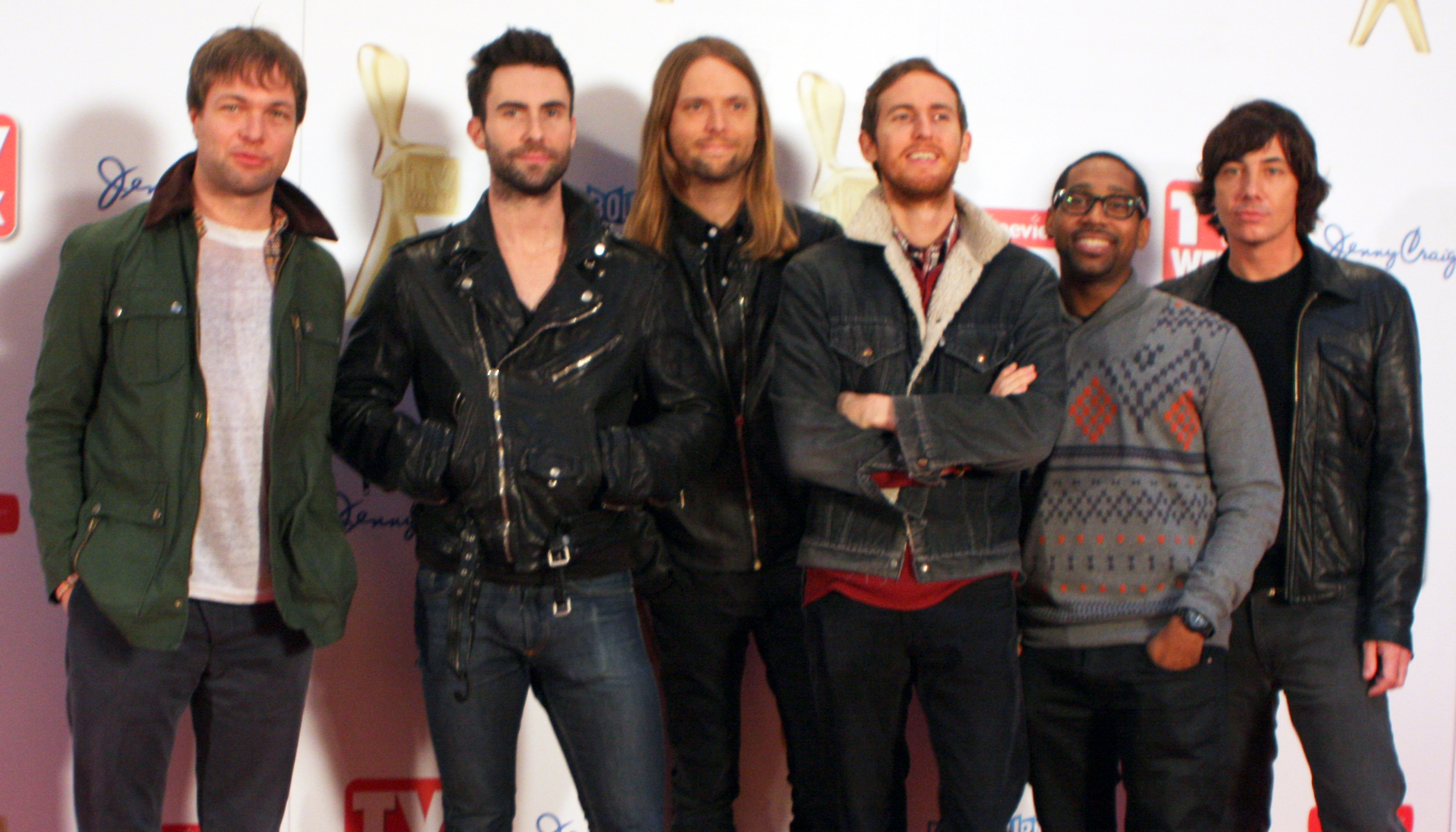
Maroon 5 é a banda que soma a maior quantidade de liderança no gráfico, com seis faixas de seu repertório.

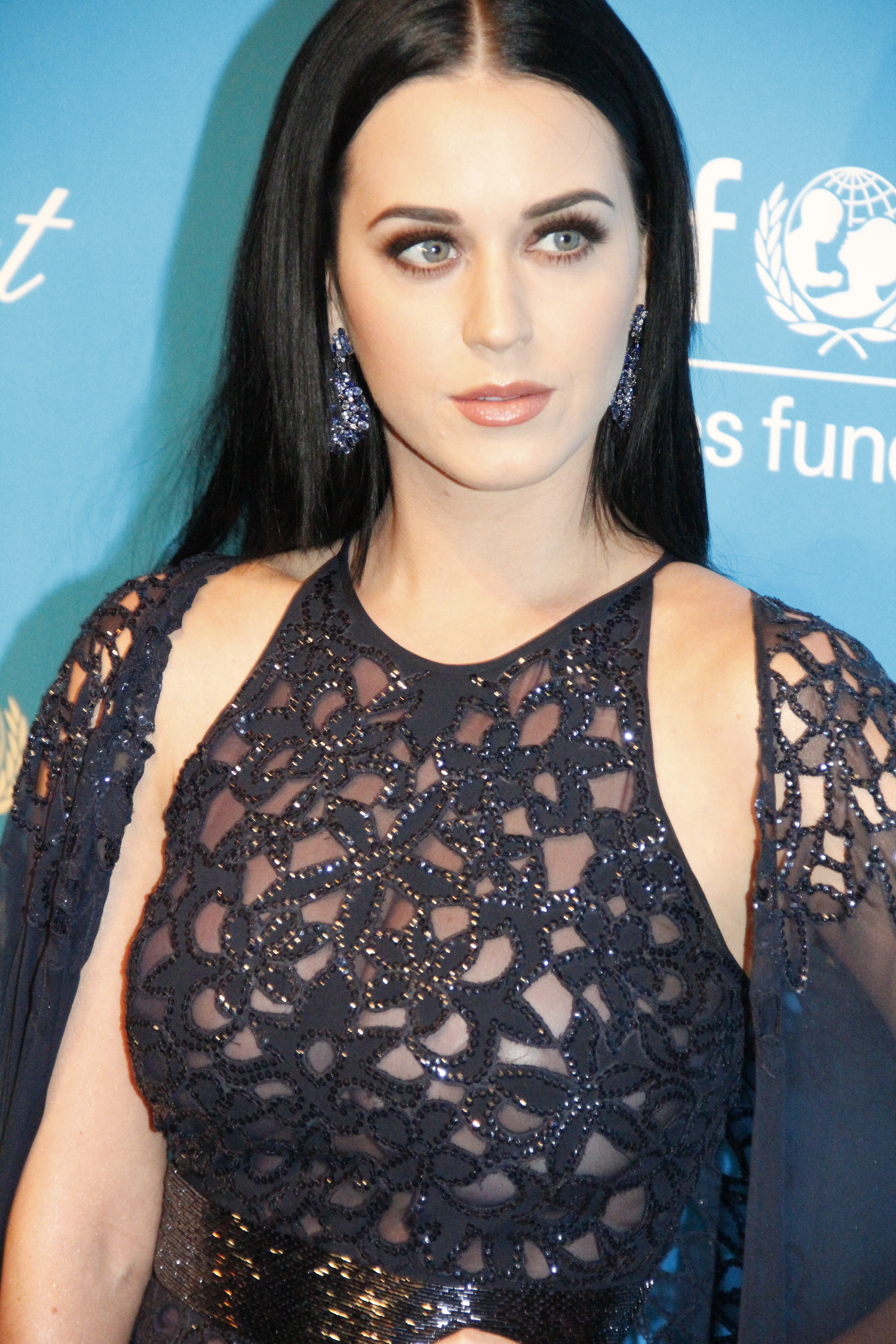
Além de ser a primeira cantora a alcançar o primeiro lugar da compilação por menos tempo mais de uma vez, Katy Perry também foi a primeira a registrar a marca de 16 mil execuções semanais nas rádios pop com "Roar".

| Data            | Canção                    | Artista                                   | Ref.   |
| --------------- | ------------------------- | ----------------------------------------- | ------ |
| 5 de janeiro    | "Locked Out of Heaven"    | Bruno Mars                                | [ 15 ] |
| 12 de janeiro   | "Locked Out of Heaven"    | Bruno Mars                                | [ 16 ] |
| 19 de janeiro   | "Locked Out of Heaven"    | Bruno Mars                                | [ 17 ] |
| 26 de janeiro   | "Locked Out of Heaven"    | Bruno Mars                                | [ 18 ] |
| 2 de fevereiro  | "I Knew You Were Trouble" | Taylor Swift                              | [ 19 ] |
| 9 de fevereiro  | "I Knew You Were Trouble" | Taylor Swift                              | [ 20 ] |
| 16 de fevereiro | "I Knew You Were Trouble" | Taylor Swift                              | [ 21 ] |
| 23 de fevereiro | "I Knew You Were Trouble" | Taylor Swift                              | [ 22 ] |
| 2 de março      | "I Knew You Were Trouble" | Taylor Swift                              | [ 23 ] |
| 9 de março      | "I Knew You Were Trouble" | Taylor Swift                              | [ 24 ] |
| 16 de março     | "I Knew You Were Trouble" | Taylor Swift                              | [ 25 ] |
| 23 de março     | "Thrift Shop"             | Macklemore & Ryan Lewis com Wanz          | [ 3 ]  |
| 30 de março     | "Thrift Shop"             | Macklemore & Ryan Lewis com Wanz          | [ 26 ] |
| 6 de abril      | "Daylight"                | Maroon 5                                  | [ 12 ] |
| 13 de abril     | "When I Was Your Man"     | Bruno Mars                                | [ 27 ] |
| 20 de abril     | "When I Was Your Man"     | Bruno Mars                                | [ 28 ] |
| 27 de abril     | "When I Was Your Man"     | Bruno Mars                                | [ 29 ] |
| 4 de maio       | "Stay"                    | Rihanna com Mikky Ekko                    | [ 4 ]  |
| 11 de maio      | "Stay"                    | Rihanna com Mikky Ekko                    | [ 30 ] |
| 18 de maio      | "Just Give Me a Reason"   | Pink com Nate Ruess                       | [ 5 ]  |
| 25 de maio      | "Just Give Me a Reason"   | Pink com Nate Ruess                       | [ 31 ] |
| 1º de junho     | "Mirrors"                 | Justin Timberlake                         | [ 11 ] |
| 8 de junho      | "Mirrors"                 | Justin Timberlake                         | [ 32 ] |
| 15 de junho     | "Mirrors"                 | Justin Timberlake                         | [ 33 ] |
| 22 de junho     | "Can't Hold Us"           | Macklemore & Ryan Lewis com Ray Dalton    | [ 2 ]  |
| 29 de junho     | "Can't Hold Us"           | Macklemore & Ryan Lewis com Ray Dalton    | [ 34 ] |
| 6 de julho      | "Can't Hold Us"           | Macklemore & Ryan Lewis com Ray Dalton    | [ 35 ] |
| 13 de julho     | "Can't Hold Us"           | Macklemore & Ryan Lewis com Ray Dalton    | [ 36 ] |
| 20 de julho     | "Blurred Lines"           | Robin Thicke com T.I. e Pharrell Williams | [ 6 ]  |
| 27 de julho     | "Blurred Lines"           | Robin Thicke com T.I. e Pharrell Williams | [ 37 ] |
| 3 de agosto     | "Blurred Lines"           | Robin Thicke com T.I. e Pharrell Williams | [ 38 ] |
| 10 de agosto    | "Blurred Lines"           | Robin Thicke com T.I. e Pharrell Williams | [ 39 ] |
| 17 de agosto    | "Blurred Lines"           | Robin Thicke com T.I. e Pharrell Williams | [ 40 ] |
| 24 de agosto    | "Blurred Lines"           | Robin Thicke com T.I. e Pharrell Williams | [ 41 ] |
| 31 de agosto    | "Blurred Lines"           | Robin Thicke com T.I. e Pharrell Williams | [ 42 ] |
| 7 de setembro   | "Blurred Lines"           | Robin Thicke com T.I. e Pharrell Williams | [ 43 ] |
| 14 de setembro  | "Blurred Lines"           | Robin Thicke com T.I. e Pharrell Williams | [ 44 ] |
| 21 de setembro  | "Blurred Lines"           | Robin Thicke com T.I. e Pharrell Williams | [ 9 ]  |
| 28 de setembro  | "Roar"                    | Katy Perry                                | [ 13 ] |
| 5 de outubro    | "Roar"                    | Katy Perry                                | [ 45 ] |
| 12 de outubro   | "Roar"                    | Katy Perry                                | [ 46 ] |
| 19 de outubro   | "Roar"                    | Katy Perry                                | [ 47 ] |
| 26 de outubro   | "Roar"                    | Katy Perry                                | [ 48 ] |
| 2 de novembro   | "Royals"                  | Lorde                                     | [ 7 ]  |
| 9 de novembro   | "Wake Me Up!"             | Avicii                                    | [ 49 ] |
| 16 de novembro  | "Wake Me Up!"             | Avicii                                    | [ 50 ] |
| 23 de novembro  | "Wake Me Up!"             | Avicii                                    | [ 51 ] |
| 30 de novembro  | "Wrecking Ball"           | Miley Cyrus                               | [ 52 ] |
| 7 de dezembro   | "Wrecking Ball"           | Miley Cyrus                               | [ 53 ] |
| 14 de dezembro  | "Demons"                  | Imagine Dragons                           | [ 8 ]  |
| 21 de dezembro  | "The Monster"             | Eminem com Rihanna                        | [ 10 ] |
| 28 de dezembro  | "The Monster"             | Eminem com Rihanna                        | [ 54 ] |